# Sandra Lambeck
Sandra Maria Lambeck (* 28. April 1993) ist eine deutsche Laiendarstellerin ghanaischer Abstammung.

## Leben
Im Jahr 2012 übernahm sie die Rolle der Michelle Schultz in Berlin – Tag & Nacht. In der Reality-Seifenoper spielte sie bis 2014 mit. Ein Jahr nach dem Ausstieg, im Jahr 2015, stieg sie bei Köln 50667 ein, ebenfalls in der Rolle der Michelle Schultz. 2017 verließ sie auch diese Reality-Seifenoper.
Im Anschluss arbeitete sie als Influencerin und als Model. Im April 2019 wurde ihr der About You Award in der Kategorie Style verliehen.
Kurz zuvor, zu Jahresbeginn 2019, kommunizierte Lambeck die Trennung von ihrer Partnerin Nella Ngingo, indem sie sämtliche gemeinsamen Fotos von ihrem Instagram-Profil entfernte. Ungefähr zur Jahresmitte teilte sie dann Fotos, die sie gemeinsam mit dem niederländischen Musiker Frenna zeigte. Zum Jahresende 2020 nutzte Lambeck ihr Instagram-Profil, um ihre Schwangerschaft der Welt mitzuteilen.
Im Februar 2021 wurde sie Mutter einer Tochter. Vater ist Lambecks Lebensgefährte, der Musiker Frenna.

## Filmografie

### Fernsehen
- 2012–2014: Berlin – Tag & Nacht
- 2015–2017: Köln 50667
- 2025: Alkohol Detox – Die Challenge

### Musikvideos
- 2014: très jolie – BOW! (You Gotta Kick It)
- 2019: Shirin David – Brillis

## Werke
- mit Carolina Baum: Für Dich nehme ich kein Blatt vor den Mund, 2022, ISBN 978-2496710151

## Auszeichnungen
- 2019: About You Awards – Kategorie: Style